# Mil Mi-14
Le Mil Mi-14 (Code OTAN : Haze) est un hélicoptère amphibie soviétique conçu et réalisé par la société Mil. Ses missions sont la lutte anti-sous-marine et la recherche de mines. 

## Historique
Son premier vol a eu lieu en septembre 1968. Il fut introduit dans les unités en remplacement des vieux Mil Mi-4 à moteurs à pistons. Le Mi-14 a été conçu sur la base du Mil Mi-8 et possède donc les mêmes dimensions extérieures. Il a été fabriqué dans les usines de Kazan (voir aussi Kazan Helicopter).
Sa mise en service débuta en 1977. Il fut produit jusqu'en 1991. 250 exemplaires furent construits.

## Versions
- V-14 : Prototype équipé de moteurs Klimov TV2-117AG de 1 677 ch.
- Mi-14PL (Haze-A) : Version de base destinée à la lutte anti-sous-marine, avec un radar à l'avant.
- Mi-14PLM : Version de base modernisée.
- Mi-14PW : Version destinée à la Pologne.
- Mi-14BT (Haze-B) : Version destinée à la lutte contre les mines sous-marines.
- Mi-14PS (Haze-C) : Version de recherche et de sauvetage emportant 10 radeaux de 20 places.
- Mi-14PX : Un Mi-14PL converti en Recherche et sauvetage (acronyme SAR en anglais) pour la Pologne.
- Mi-14P : Prototype réaménagé en version civile.
- Mi-14GP : Prototype réaménagé en version civile.
- Mi-14PZH : Version de lutte anti-incendie.

## Utilisateurs
[réf. nécessaire][Quand ?]
- Bulgarie : 7
- Cameroun: 16.

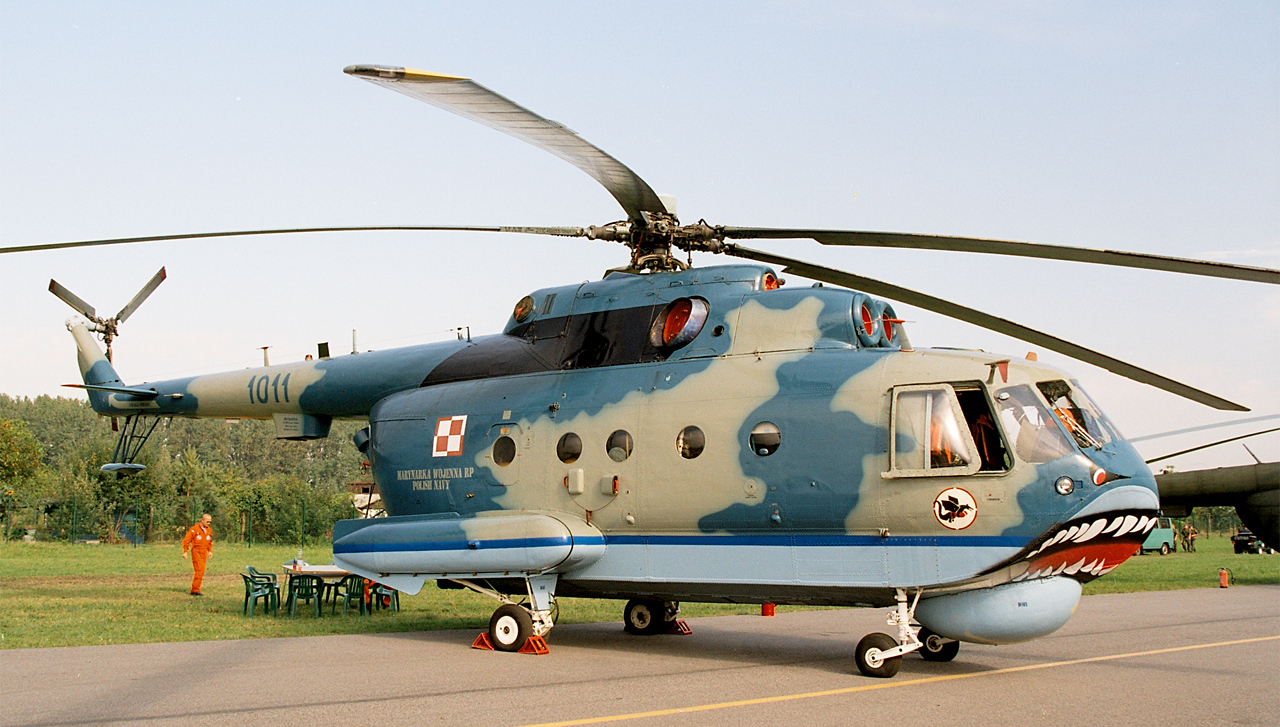
Un Mi-14 de la Marine polonaise

- Corée du Nord : 10 - 4 utilisés par la Marine populaire de Corée transférés par Cuba entre 2002 et 2004
- Cuba : 14 - 4 en service en 2011, 4 transférés à la Corée du Nord[1]
- Comores : 2
- Libye : 12
- Pologne : 17 perçu des années 1980 à 1990, 4 accidentés, retrait de la marine polonaise le 31 août 2025[2]
- Allemagne de l'Est : 8 ; ils équipaient les unités de l'escadrille de marine Marinehubschraubergeschwader 18 (MHG-18) de la Volksmarine à Parow (en)  près de Stralsund.
- Roumanie : 6
- Russie/ Union soviétique : 118 en service dans la marine russe avant son retrait en 1996; En 2015, on envisage la remise en service d'appareils modernisés[3]
- Syrie : 20
- Vietnam
- Ukraine : 4 Aviation navale ukrainienne.
- Yougoslavie : 4

## Aéronefs similaires
- États-Unis : Sikorsky SH-3 Sea King.
- France : Aérospatiale SA-321 Super Frelon.